# Georges IX (roi d'Iméréthie)
Georges IX d'Iméréthie (en géorgien : გიორგი IX, Giorgi IX ; 1712-après 1772) est un roi d'Iméréthie de la dynastie des Bagratides ayant régné en 1741.

## Biographie
Georges IX est le troisième fils du roi Georges VII d'Iméréthie, né du troisième mariage de son père avec la princesse Thamar, fille de Mamia III Guriéli.
Il est brièvement porté sur le trône en 1741 par les Ottomans qui chassent son frère aîné Alexandre V. L'année suivante, le roi déchu retrouve sa place et Georges IX se réfugie chez son beau-père le prince Georges Lipartiani en Mingrélie.
Georges IX est autorisé à revenir en Iméréthie sous le règne de son neveu Salomon Ier. Il y meurt à une date indéterminée, postérieure à 1772.

## Descendance
D'une épouse inconnue, il laisse un héritier :
- Georges (1756-1795), roi sous le nom de David II.